# サラ・タッカー
サラ・ジョージナ・タッカー（Sarah Georgina Tucker、1968年12月 - ）は、2022年に就任したモントセラトの総督。